# Morettisches Opernhaus

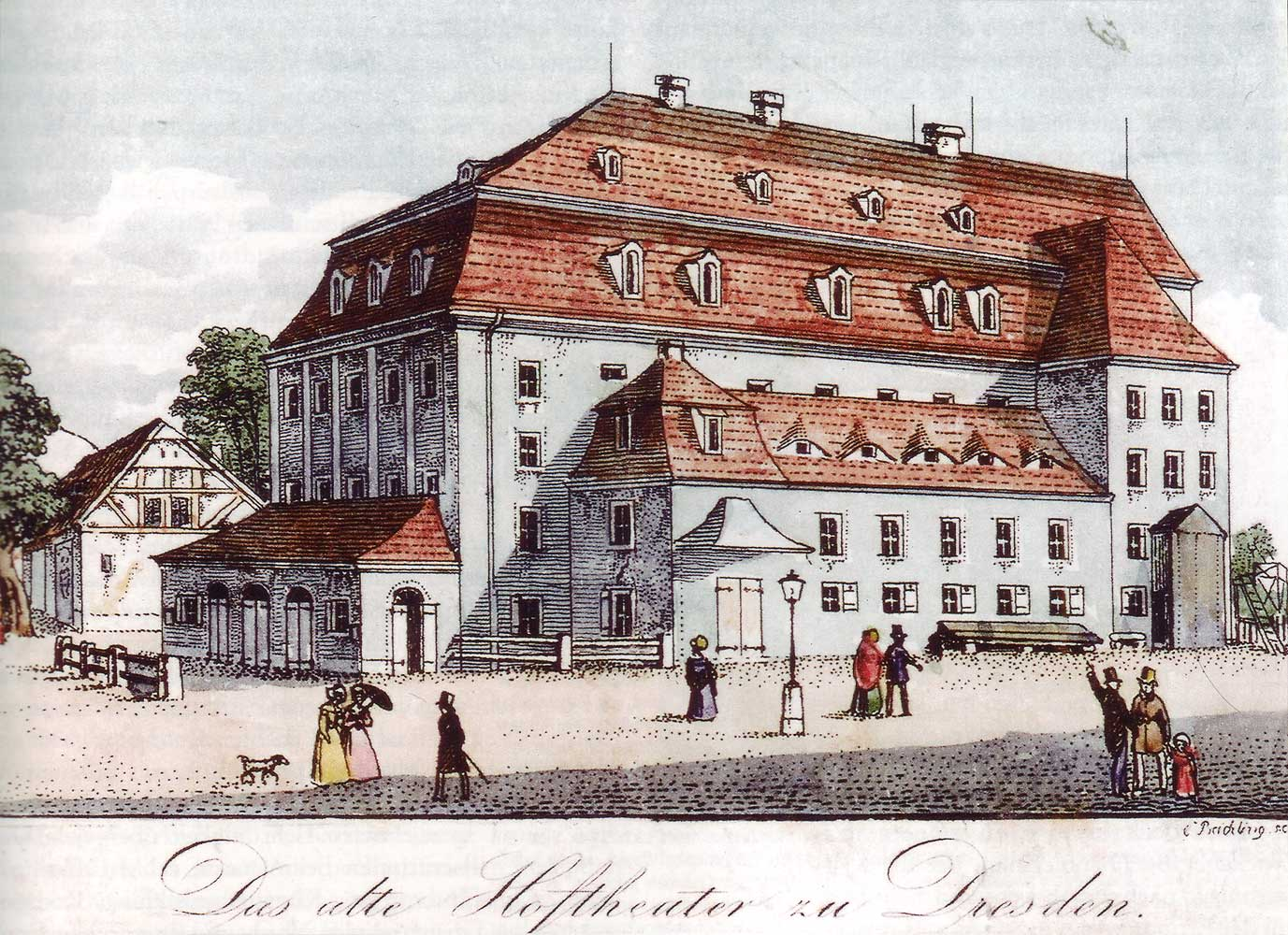
Morettisches Opernhaus, um 1820

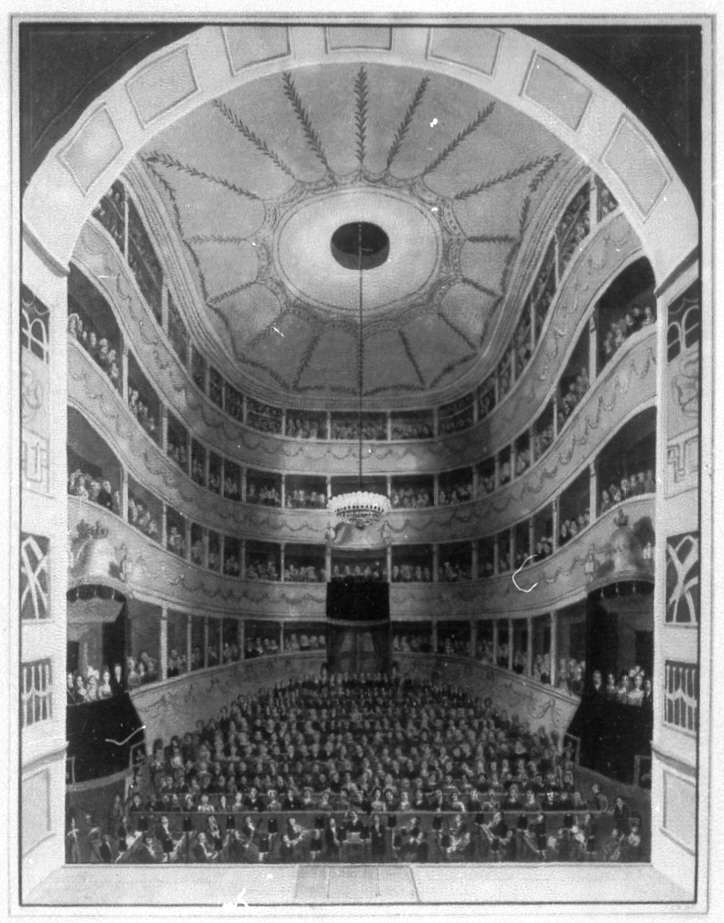
Innenansicht, 1841

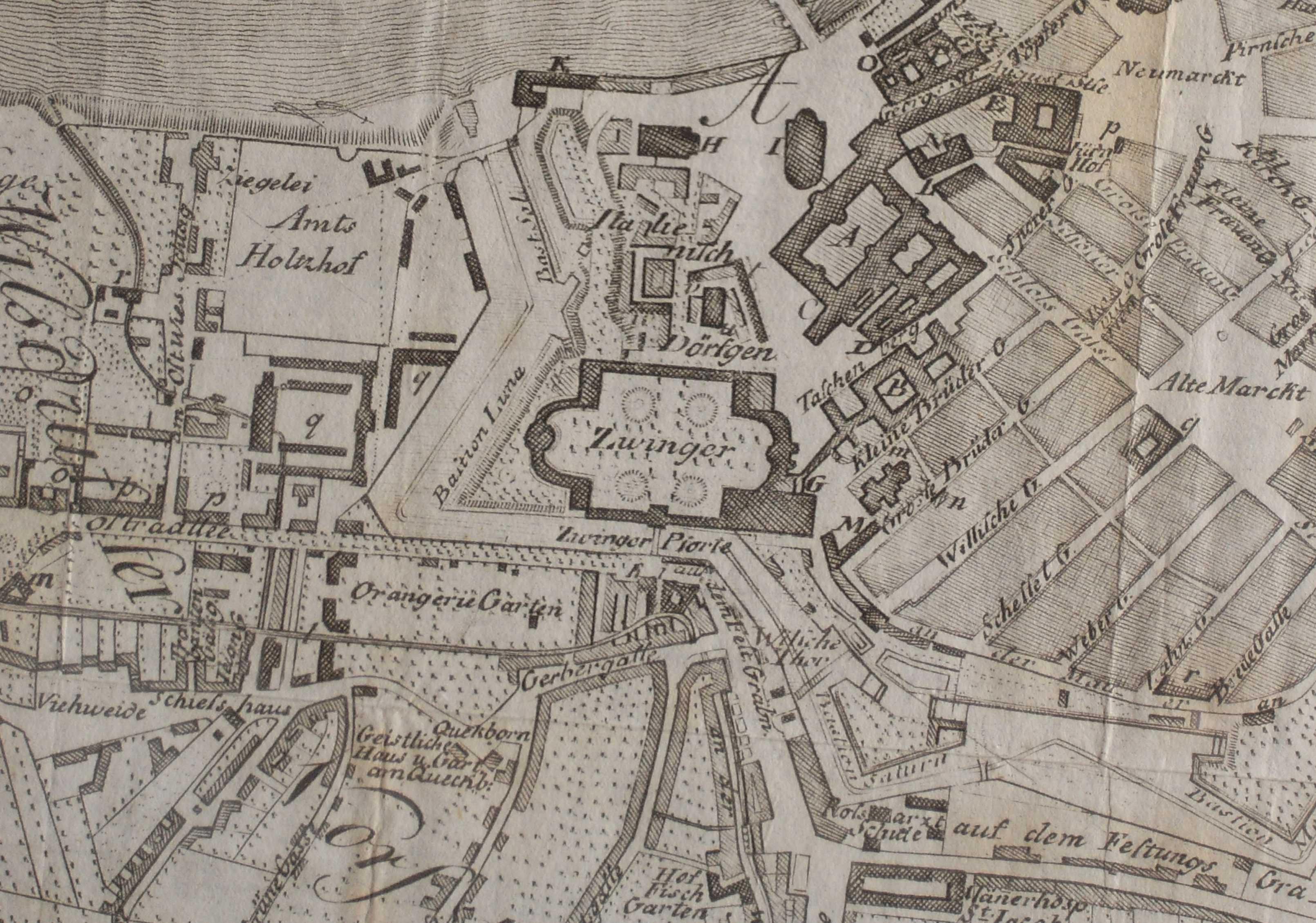
Karte der Dresdener Innenstadt um 1809, mit „H“ ist das kleine Hoftheater am italienischen Dörfchen bezeichnet, mit „G“ das Hoftheater am Zwinger

Das Morettische Opernhaus (auch Moretti-Theater) war von 1755 bis 1841, in der Ära Carl Maria von Weber und bis zur Errichtung der ersten Semper-Oper, das am meisten bespielte Opernhaus in Dresden.

## Geschichte
Von 1664 bis 1667 war ein erstes Opernhaus in Dresden in der Nähe des Schlosses erbaut worden („Klengelsches Opernhaus am Taschenberg“ in der Nähe des Zwingers); im Jahr 1719 folgte das Opernhaus am Zwinger. In der Mitte des 18. Jahrhunderts erhielt der in Dresden gastierende Impresario Pietro Moretti das Privileg, hier ein „stehendes Theater“ zu errichten. Dieses wurde dann 1754/55 zunächst von Julius Heinrich Schwarze und Hofzimmer-, Maschinenbau- und Theaterbaumeister Christian Gottlieb Reuß aus Fachwerk und Holz auf dem Gelände des Italienischen Dörfchens errichtet (dort, wo sich heute die Nordostseite des Theaterplatzes an der Semperoper befindet). Im Jahr 1761, nachdem Moretti zwischenzeitlich in Bayreuth gastiert hatte, wurde es aus Stein neu errichtet.
1780 wurde es zum Hoftheater ernannt, jedoch nur als das kleine Hoftheater bezeichnet, da das noch bestehende Theater am Zwinger bedeutend größer war.
Das Moretti-Theater hatte einen Grundriss von etwa 40 × 17 Metern und hatte drei Ränge mit zunächst 350 Plätzen, 1783 wurde es für den Besuch von circa 800 Zuschauern erweitert.
In diesem Theater und dem auf dem Lincke’schen Bad wirkten die Truppen von Joseph Seconda, Johann Gottlieb Naumann und später auch Ferdinando Paër, Francesco Morlacchi sowie schließlich Weber und Carl Gottlieb Reissiger. 1829 gastierte der Violinvirtuose Paganini im Morettischen Opernhaus.
Nachdem am 13. April 1841 nach nur dreijähriger Bauzeit das neue Königliche Hoftheater Gottfried Sempers mit Webers „Jubel-Ouvertüre“ und Goethes Schauspiel Torquato Tasso eingeweiht worden war, brach man das Morettische Opernhaus ab.

## Uraufführungen
(Auswahl)
- Francesco Morlacchi: Il barbiere di Siviglia, April 1816[2]

## Hofkapellmeister
An der Dresdner Hofoper jener Zeit wirkten bedeutende Komponisten als Dirigenten:
- Johann Gottlieb Naumann (1741–1801)
- Ferdinando Paër (1771–1839, in der Zeit 1802–1806)
- Francesco Morlacchi (1784–1841, italienisches Operndepartement in der Zeit 1811–1841)
- Carl Maria von Weber (1786–1826, deutsches Operndepartement in der Zeit 1817–1826)
- Carl Gottlieb Reissiger (1798–1859, in der Zeit nach 1826–1859)

## Sänger (Auswahl)
- Franz Loebel
- Friederike Funk
- Francesca Riccardi verh. Paër
- Wilhelmine Schröder-Devrient
- Eleonora Zucker
- Julie Zucker